# Powiat Namslau

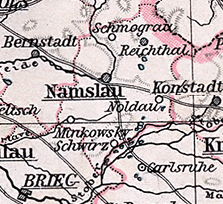
Powiat Namslau

Powiat Namslau (niem. Kreis Namslau, pol. powiat namysłowski) – niemiecki powiat istniejący w okresie od 1742 do 1945 r. na terenie Śląska.
Po podziale prowincji Śląsk w 1816 r. powiat Namslau włączono do rejencji wrocławskiej. 

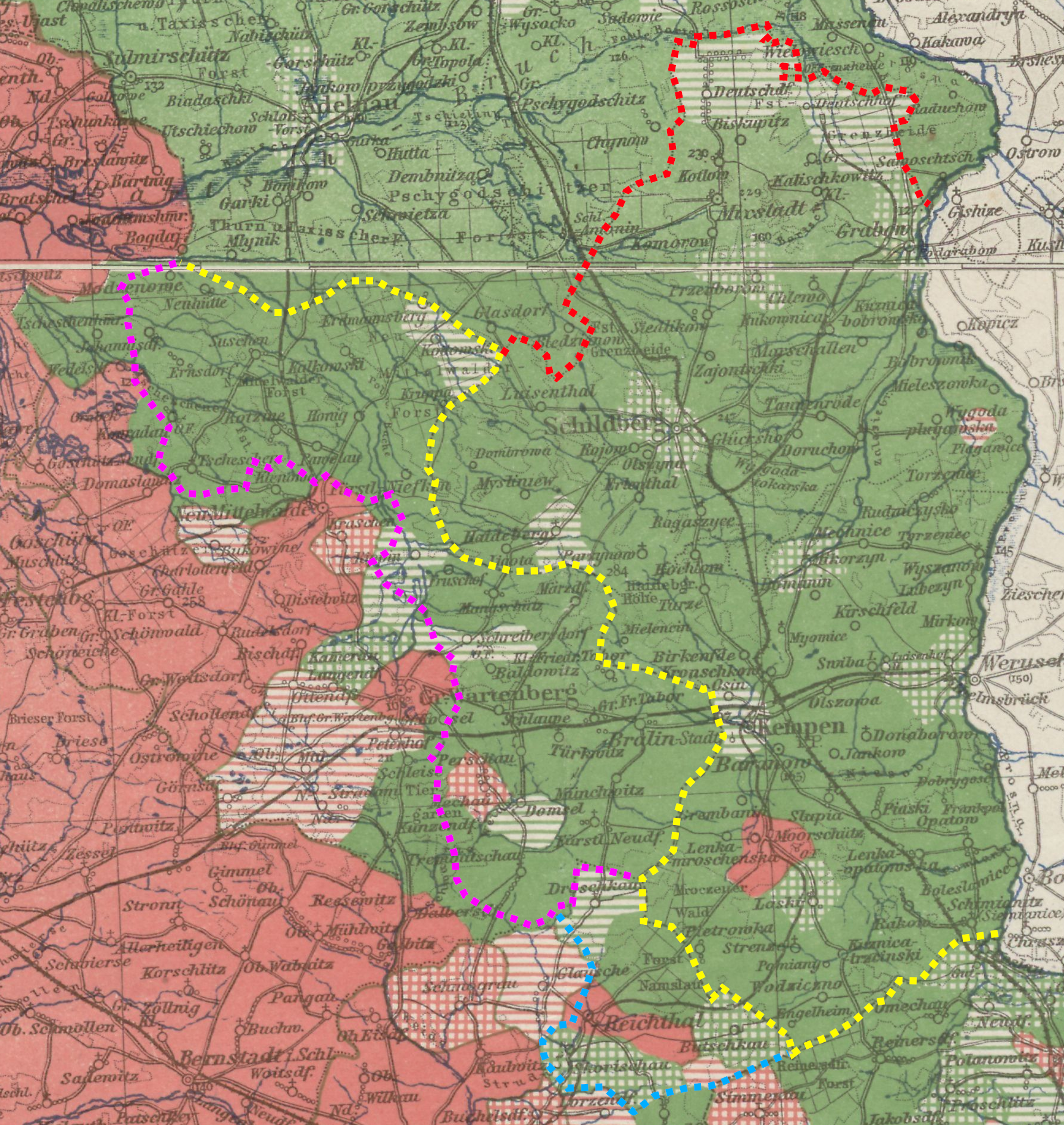
Wytyczenie granicy między Niemcami a Polską w 1920 roku w rejonie powiatu Namslau (obszar między liniami błękitną a żółtą oznacza terytorium powiatu Namslau włączone do Polski)

W 1920 r. na mocy traktatu wersalskiego następujące śląskie miejscowości trafiły do Polski, gdzie włączono je do powiatu kępińskiego w woj. poznańskim:
- miasto Rychtal (niem. Reichthal);
- gminy jednostkowe: Buczek (niem. Butschkau), Darnowiec (niem. Dörnberg), Drożki (niem. Droschkau; d. pol Drożki), Krzyżowniki (niem. Kreuzendorf), Proszów (niem. Proschau), Sadogóra (niem. Schadegur), Skoroszów (niem. Skorischau; d. pol. Skoroszew), Stogniewice (niem. Herzberg) i Zgorzelec (niem. Sgorsellitz);
- obszary dworskie: Drożki (niem. Droschkau; d. pol Drożki),  Gierczyce (niem. Friederikenhof, Friederika), Krzyżowniki (niem. Kreuzendorf), Mały Buczek (niem. Klein Butschkau), Ryniec (niem. Riemberg), Sadogóra (niem. Schadegur), Skoroszów (niem. Skorischau; d. pol. Skoroszew), Wielki Buczek (niem. Groß Butschkau) i Zgorzelec (niem. Sgorsellitz).

W 1939 r. Kreis Namslau przemianowano na Landkreis Namslau. 
W styczniu 1945 r. terytorium powiatu zajęła Armia Czerwona. 30 maja 1945 r. znalazł się on pod administracją polską. 
W 1910 r. powiat obejmował 118 gmin o powierzchni 584,18 km² zamieszkanych przez 33.452 osób. 